# پاملا رندی-واگنر

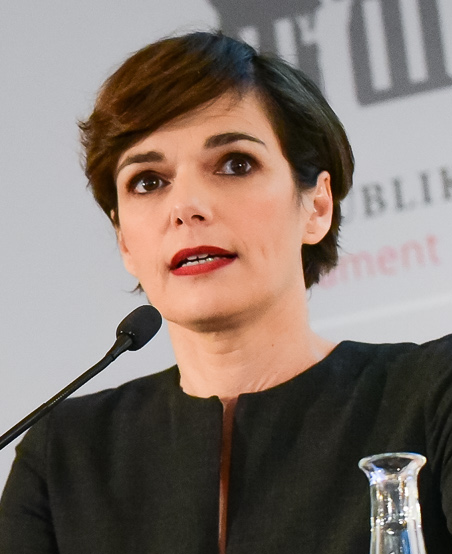
پاملا رندی واگنر (۲۰۱۹)

جوی پاملا رندی وگنر (متولد ۷. مه ۱۹۷۱ در وین به عنوان جوی پاملا واگنر) یک پزشک و سیاستمدار اتریشی (SPÖ) است. از ۲۴ نوامبر ۲۰۱۸، رهبر حزب سوسیالیست است و نخستین زنی که رهبر حزب سوسیال دمکراسی در اتریش است.